# Lemurs’ Park
Koordinaten: 18° 57′ 8,7″ S, 47° 21′ 27,1″ O
Der Lemurs’ Park (auch Parc de lémuriens à Madagascar) ist ein kleiner zoologisch-botanischer Garten, der zugleich als Lemuren-Reservat dient. Der Park umfasst ca. 5 ha und liegt etwa 22 km südwestlich von Antananarivo, Madagaskar. Der Park wurde um 2000 von Laurent Amouric und Maxime Allorge gegründet. Die meisten der neun vertretenen Lemurenarten bewegen sich frei im Parkgelände und mehr als 70 endemische Pflanzenarten machen ihn zu einem ökologischen Juwel. Der Park ist öffentlich zugänglich und bietet auch geführte Touren sowie einen Andenkenladen und ein Restaurant. Es gibt einen privaten Park-Shuttle von Antananarivo.

## Geschichte
Der Park wurde um 2000 vom Enkel Pierre Boiteaus gegründet, dem Gründungsdirektor des Tsimbazaza Zoo (Parc Botanique et Zoologique de Tsimbazaza) in Antananarivo. Die meisten Lemuren im Park waren als exotische Haustiere vom Ministry of Water and Forests konfisziert und dem Park übergeben worden. Die bedrohten Lemuren werden auf ein Leben in der Natur nach der Auswilderung vorbereitet. Der Park arbeitet mit der Baufirma Colas Madagascar und mit TOTAL Madagascar zusammen, um Umweltbildung an lokalen Grundschulen anzubieten.
Seit 2007 gibt es ein Zuchtprogramm für Coquerel-Sifakas (Propithecus coquereli) und weil die Entwaldung von Madagaskar die größte Bedrohung für die Arten  darstellt, beteiligt sich der Lemurs’ Park an einem Wieder-Aufforstungsprogramm mit Unterstützung von Colas Group und Total Madagascar.
Zwischen Dezember 2008 und Mai 2013 halfen 37.163 Schüler und 1270 Lehrer der öffentlichen Grundschulen rund um Antananarivo bei der Pflanzung von 170 einheimischen Baumarten und beteiligten sich an der Umweltbildung in Lemurs’ Park. Für viele Kinder bot das Programm das erste Mal in ihrem Leben die Gelegenheit freilebende Lemuren zu beobachten. Insgesamt wurden bis Mai 2013 mehr als 11.000 Bäume gepflanzt, beispielsweise Palisander, Terminalia und Ficus lutea (amontana). Setzlinge endemischer Pflanzen, unter anderem von Baobabs aus den Madagascar spiny thickets (Dornstrauch-Savannen) in den südlichen Regionen Madagaskars wurden ebenfalls in den Park gebracht und gepflanzt mit Unterstützung von Colas.
Die Partnerschaft mit Colas Madagascar und TOTAL Madagascar hat auch verhindert, dass in wirtschaftlich schwierigen Zeiten Mitarbeiter des Parks entlassen werden mussten, von denen mehr als 90 % aus den umliegenden Gemeinschaften stammen.

## Geographie
Das Gelände liegt am Ufer des Katsaoka River im Gebiet von Ambohidranomanga zwischen den Dörfern Fenoarivo und Imerintsiatosika an der Route Nationale 1 (RN1) nach Ampefy. Das Gelände ist ein schmaler Landstreifen zwischen Straße und Fluss, der hauptsächlich mit Kiefernwald und Bambus-Vegetation bepflanzt ist.

## Sehenswürdigkeiten
Der Park hat ca. 6000 Bäume und zeigt mehr als 70 Pflanzenarten, die endemisch in Madagaskar sind. Alle sind im Park nach Klimazonen zusammengepflanzt. Ein Vivarium beherbergt Chamäleons, Strahlenschildkröten, Leguane und andere Echsen.
Die Hauptattraktion sind die freilebenden Lemuren. Tägliche Fütterungszeiten bieten die Möglichkeit die Tiere aus der Nähe zu beobachten. Neun Arten sind es, von denen sieben tagaktiv und zwei nachtaktiv sind.
Lemurenarten im Park (Stand 2013)

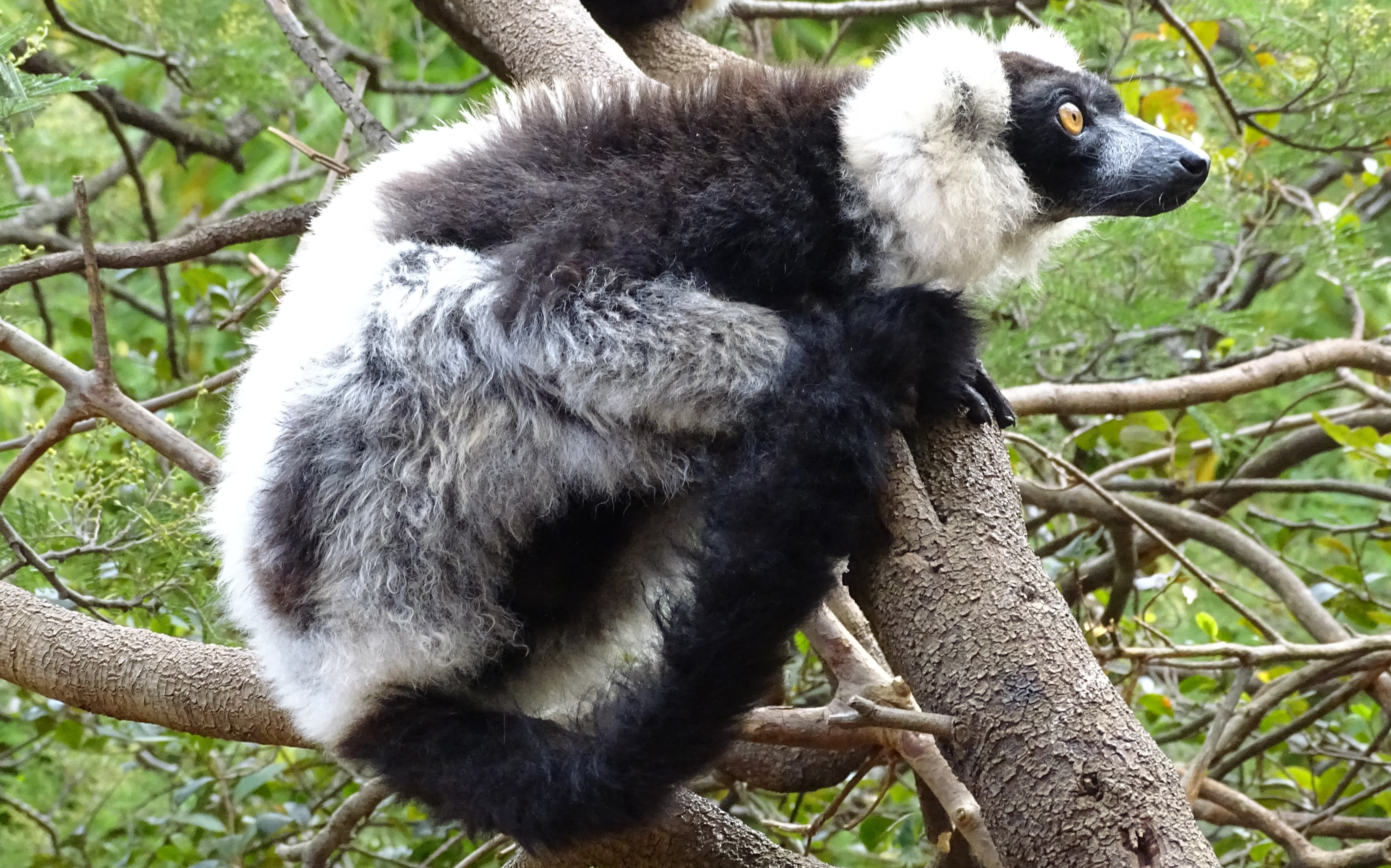
Schwarzweißer Vari Varecia variegata
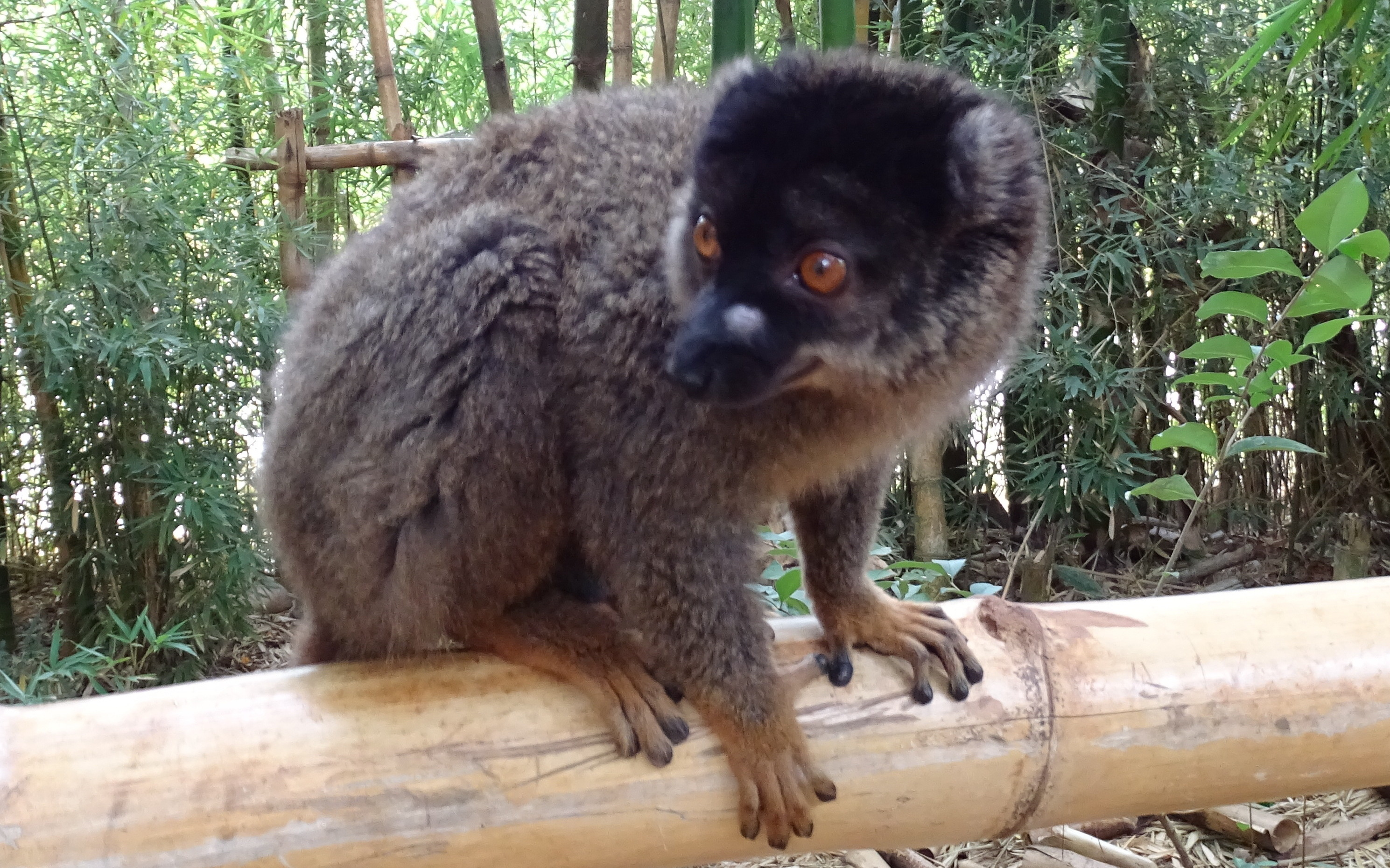
Brauner Maki Eulemur fulvus
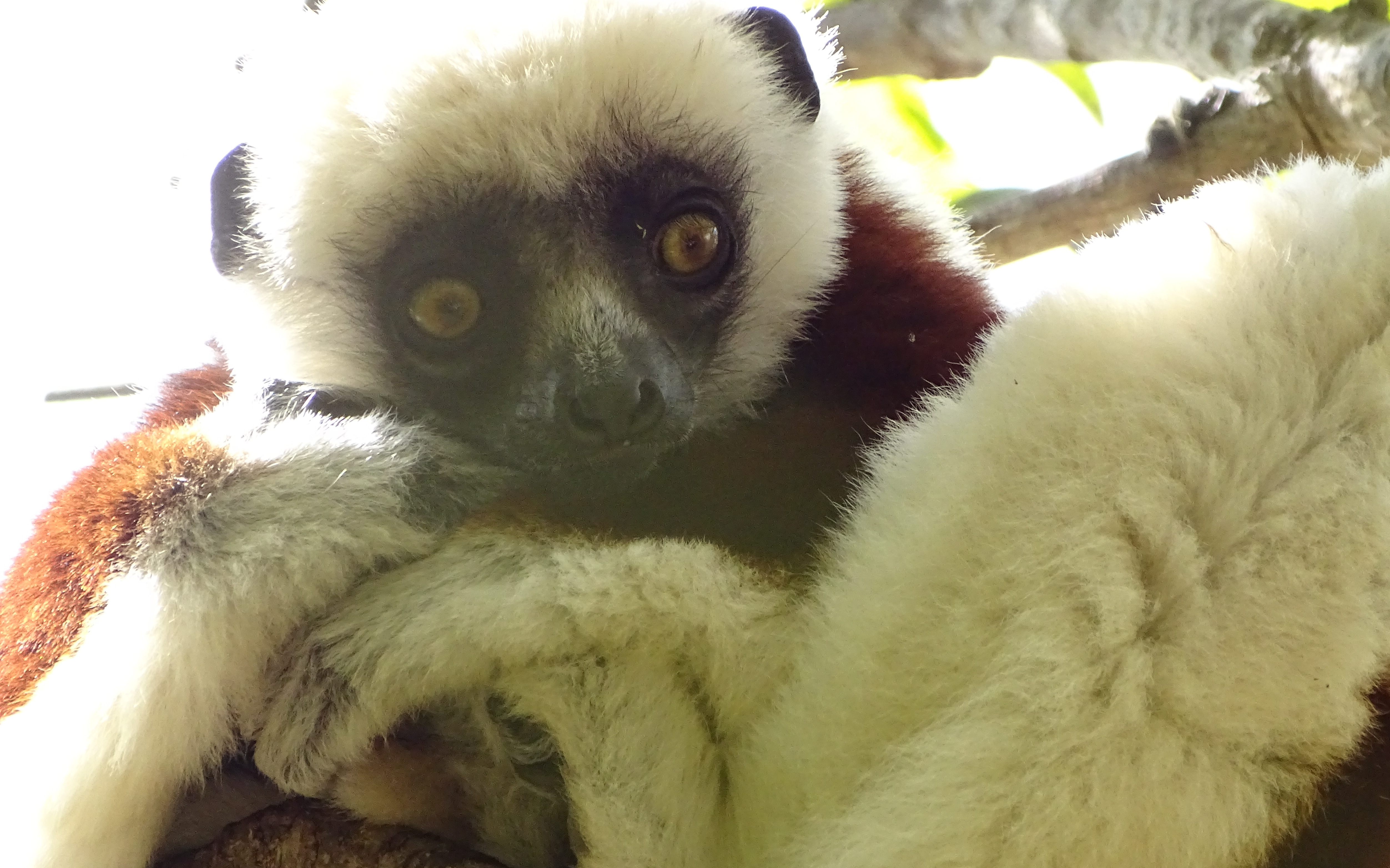
Coquerel-Sifaka Propithecus coquereli
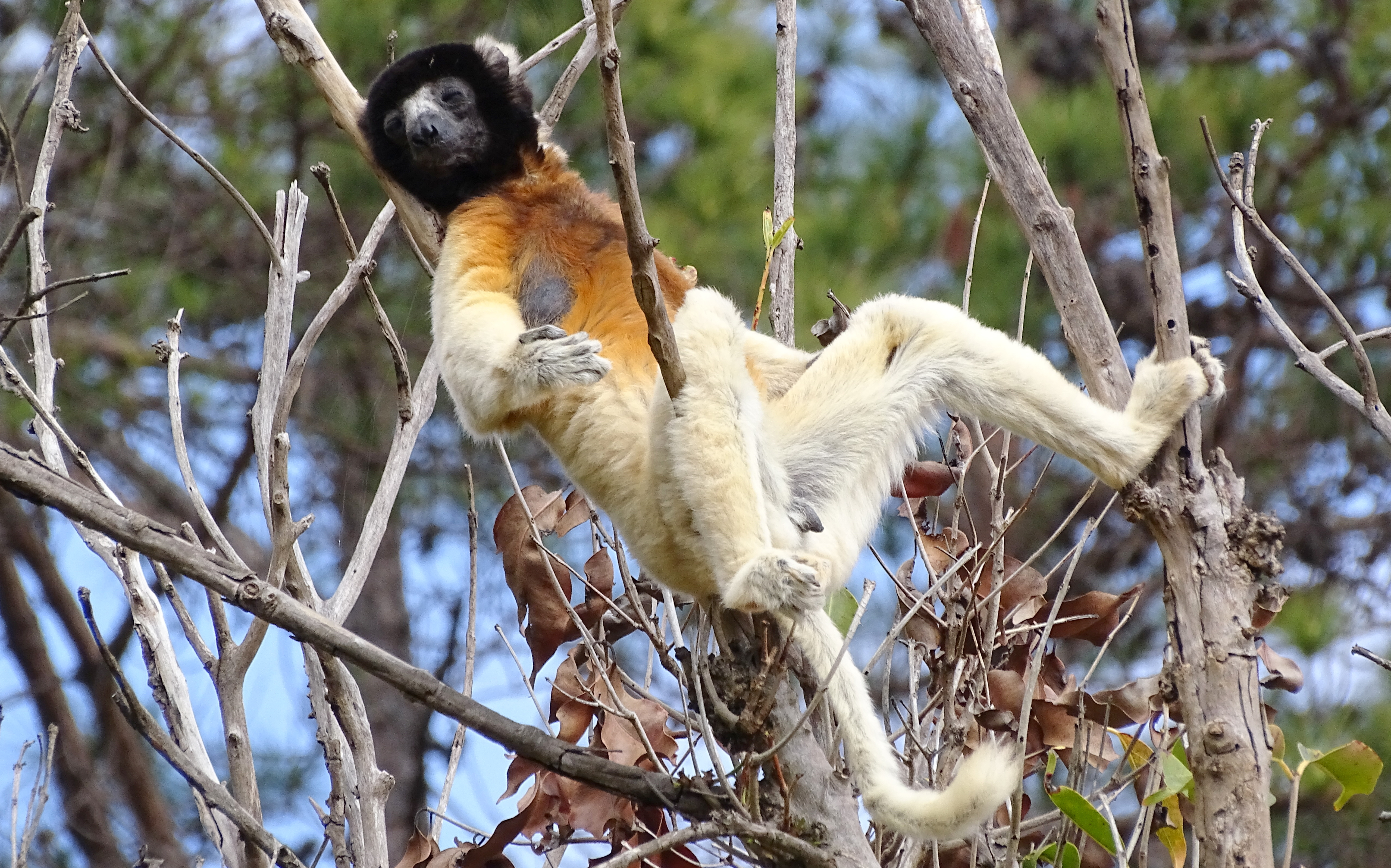
Kronensifaka Propithecus coronatus
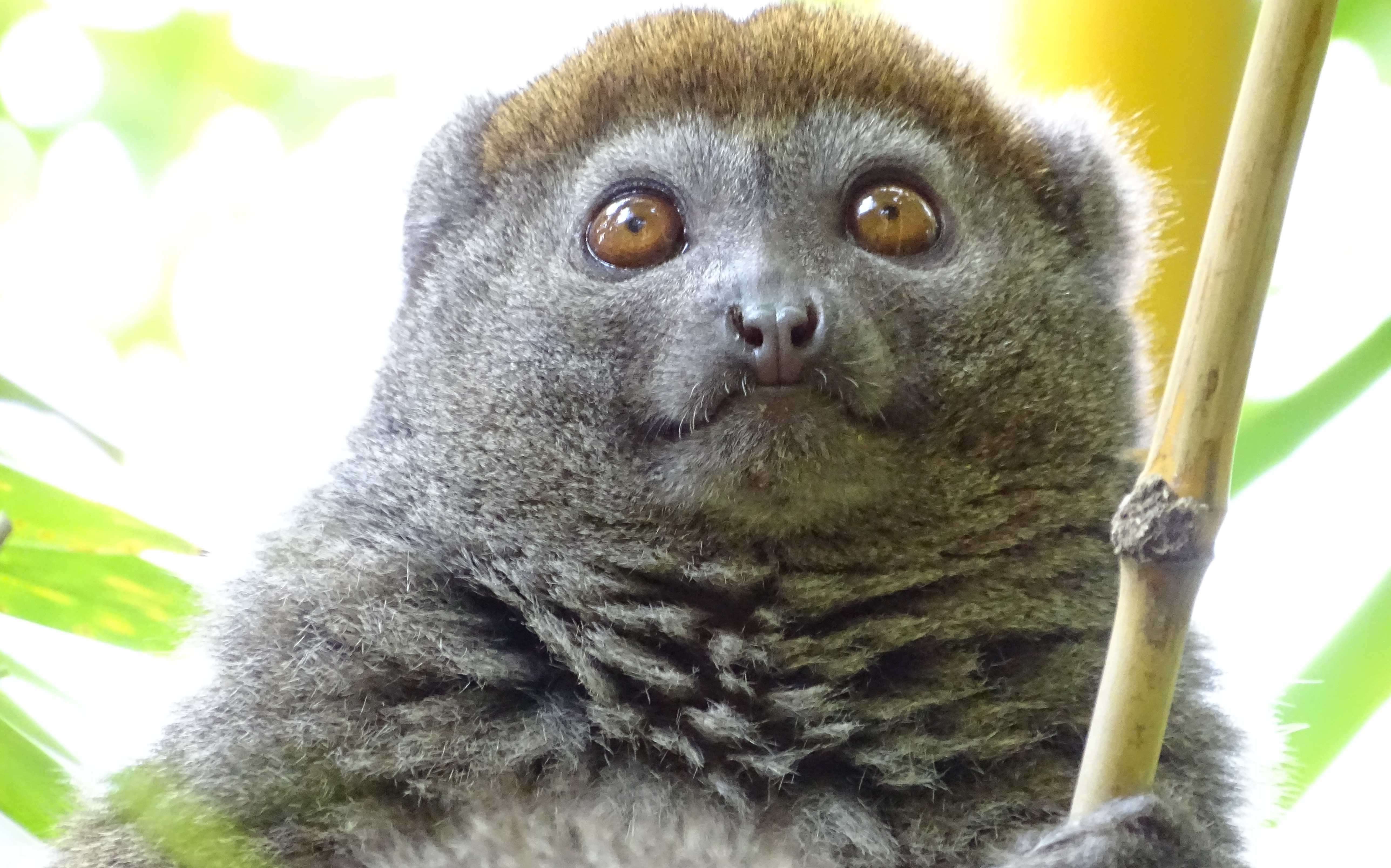
Östlicher Bambuslemur Hapalemur griseus
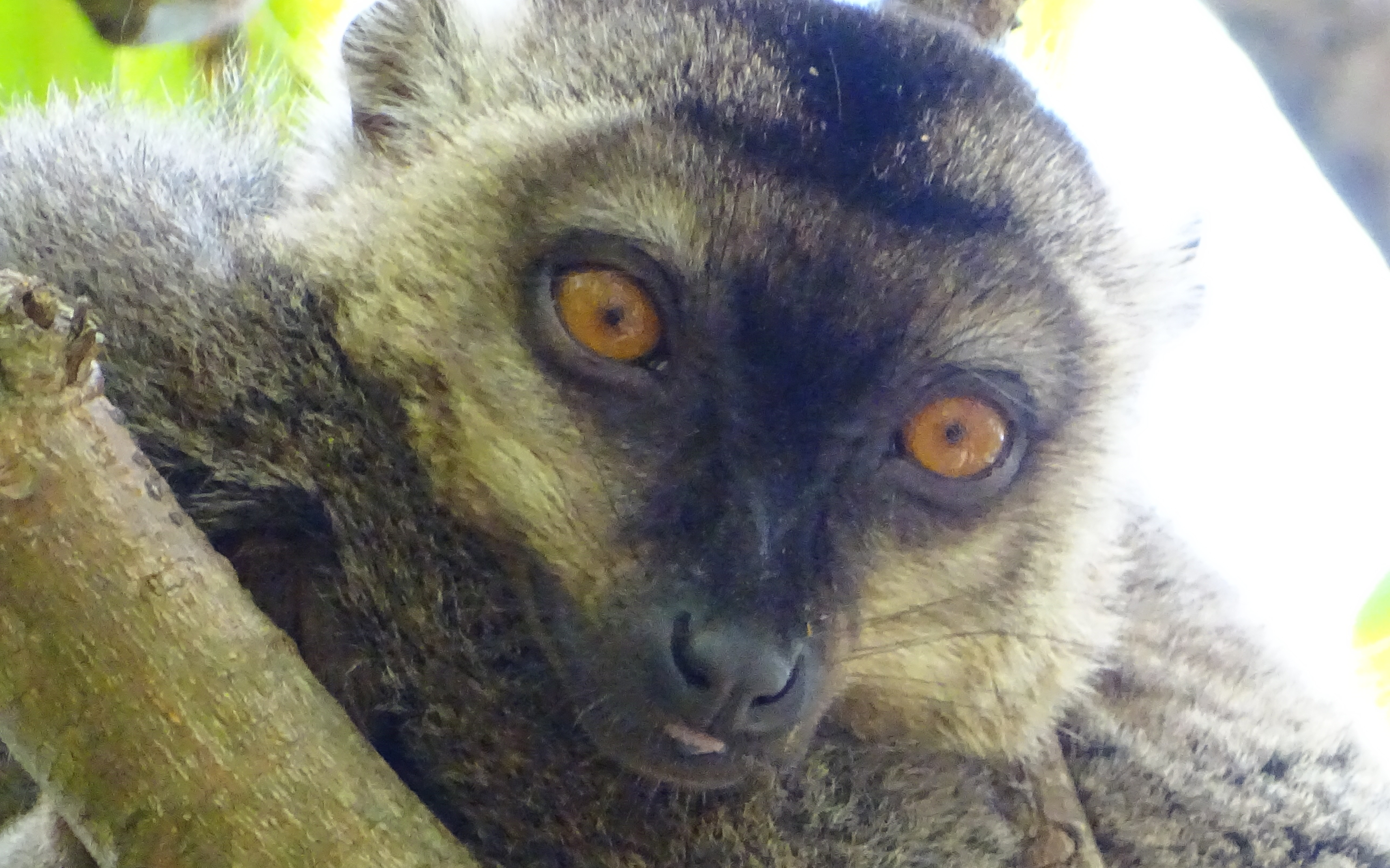
Mongozmaki Eulemur mongoz
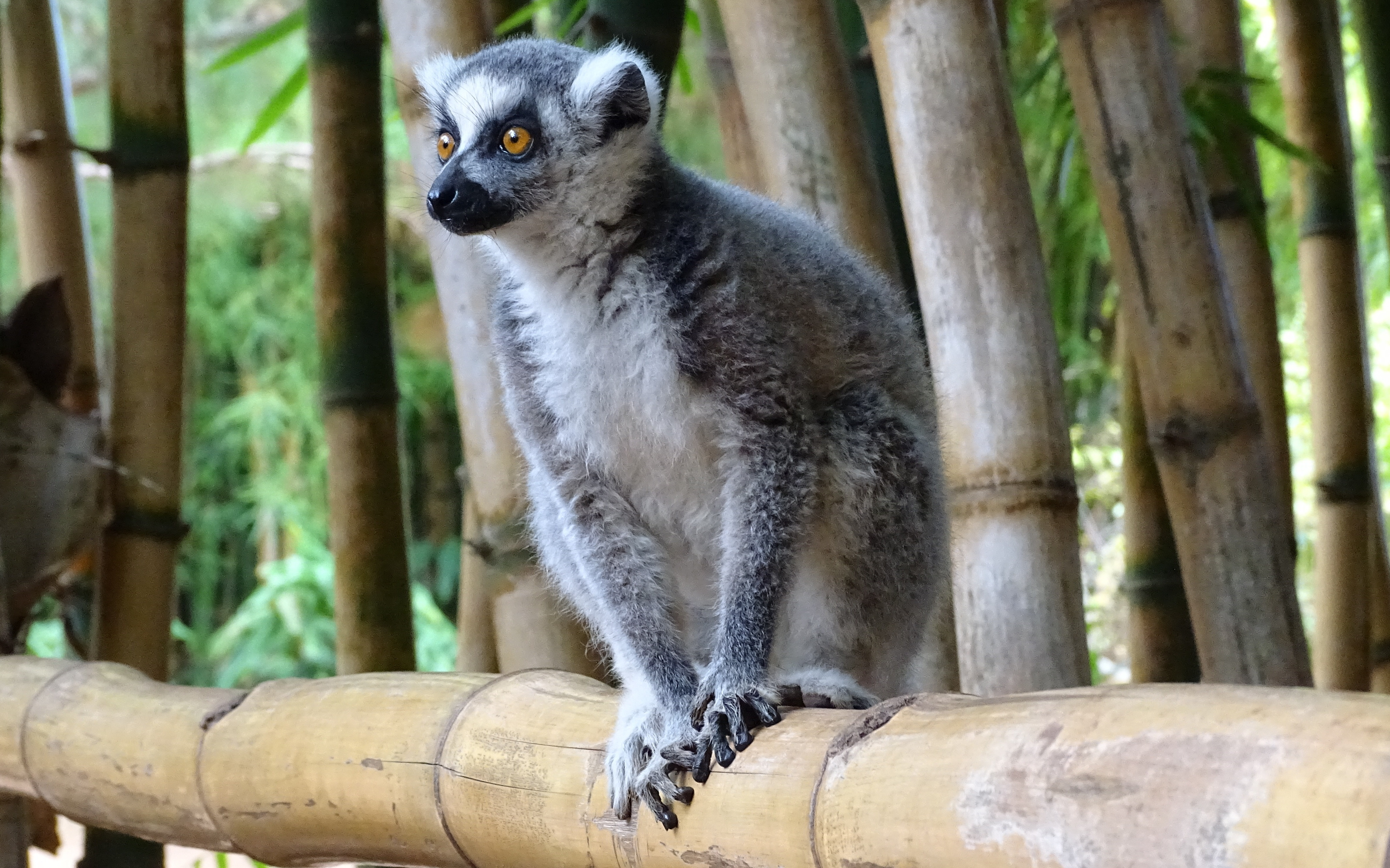
Katta Lemur catta
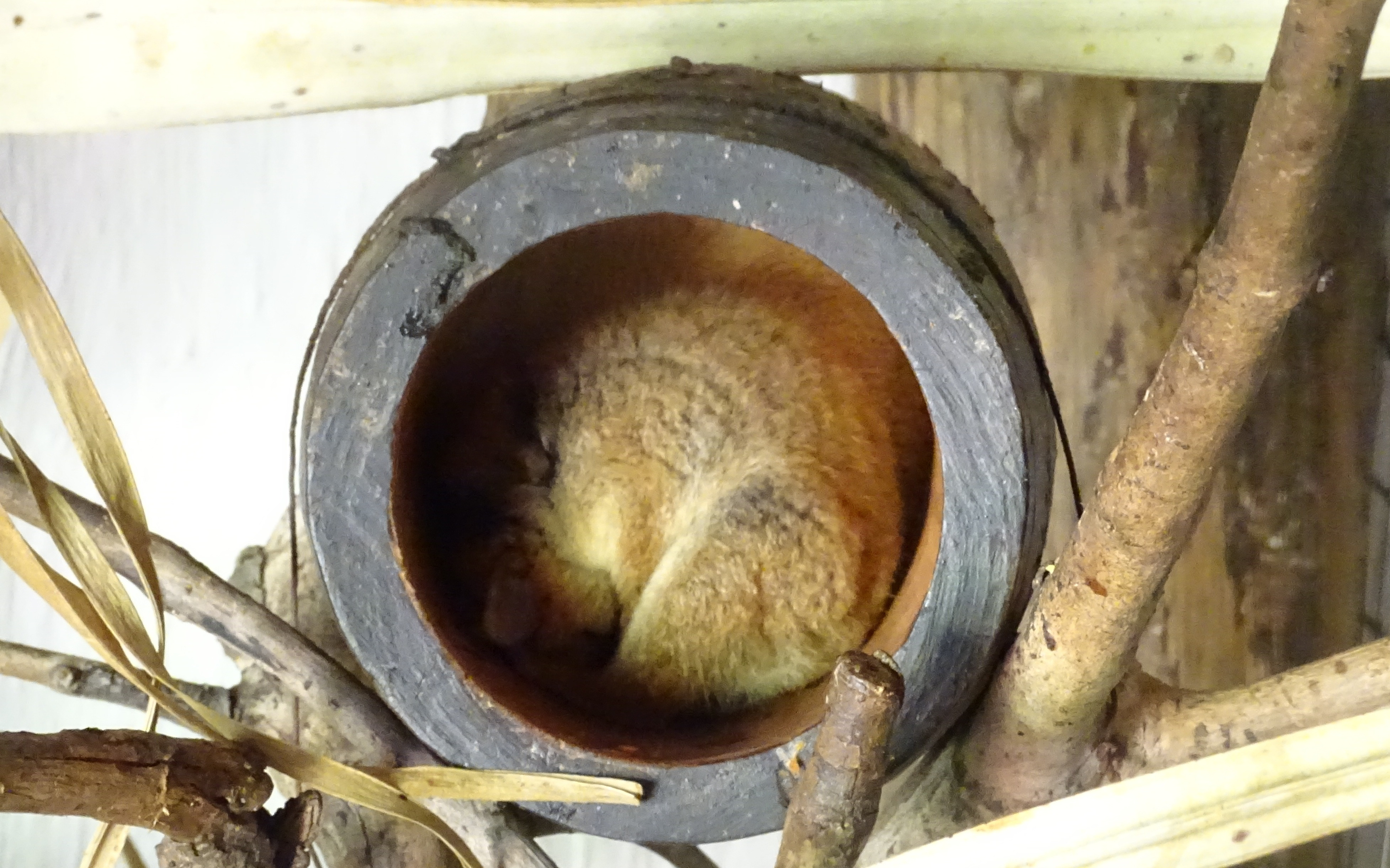
Brauner Mausmaki Microcebus rufus
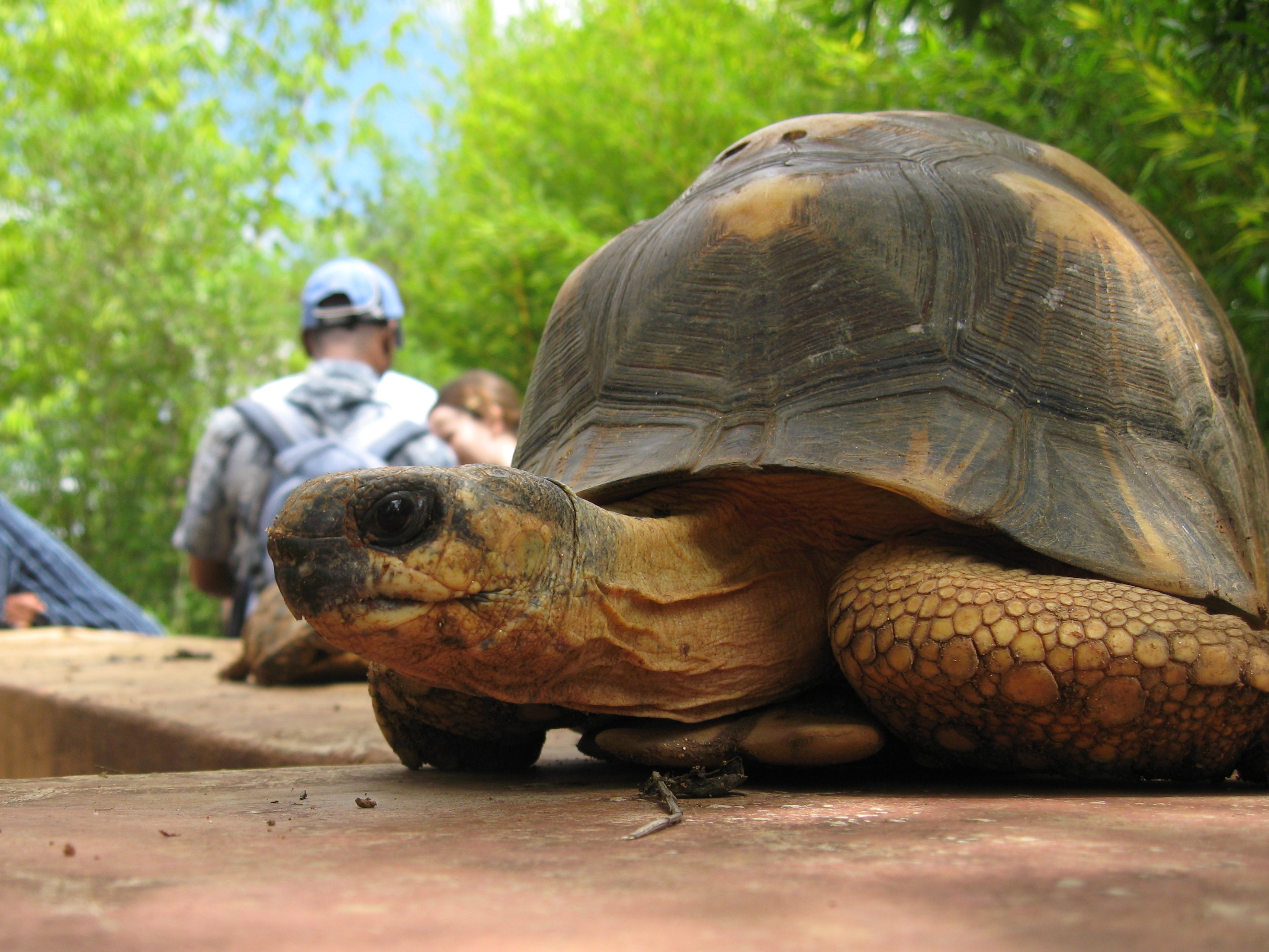
Strahlenschildkröte Astrochelys radiata